# أغنيس فان آردن
أغنيس فان آردن (بالهولندية: Agnes van Ardenne) (و. 1950  م) هي سياسية، ودبلوماسية هولندية، هي عضوةٌ حزب النداء الديمقراطي المسيحي.

## مناصب
تولت منصب عضو مجلس نواب هولندا ‏
.